# Stellenbosch Football Club 2024-2025
Questa voce raccoglie i dati riguardanti lo Stellenbosch Football Club nelle competizioni ufficiali della stagione 2024-2025.

## Stagione
Nella stagione 2023-2024 lo Stellenbosch ha conquistato il titolo della Coppa di Lega sudafricana, terminando il campionato al terzo posto e ottenendo la qualificazione alla Coppa della Confederazione CAF 2024-2025 per la prima volta nella sua storia.

## Rosa
Aggiornato al 23 agosto 2024.
| N. |                           | Ruolo | Calciatore         |
| -- | ------------------------- | ----- | ------------------ |
| 2  | Kenya (bandiera)          | D     | Brian Onyango      |
| 3  | Sudafrica (bandiera)      | C     | Omega Mdaka        |
| 5  | Sudafrica (bandiera)      | C     | Khomotjo Lekoloane |
| 6  | Sudafrica (bandiera)      | D     | Kyle Jurgens       |
| 8  | Sudafrica (bandiera)      | C     | Sihle Nduli        |
| 9  | Sudafrica (bandiera)      | A     | Ashley Cupido      |
| 10 | Sudafrica (bandiera)      | A     | Lehlogonolo Mojela |
| 11 | Sudafrica (bandiera)      | D     | Langelihle Phili   |
| 12 | Sudafrica (bandiera)      | A     | Thulani Mini       |
| 14 | Costa d'Avorio (bandiera) | A     | Anicet Oura        |
| 15 | Sudafrica (bandiera)      | C     | Chumani Butsaka    |
| 16 | Nigeria (bandiera)        | D     | Enyinnaya Godswill |
| 17 | Sudafrica (bandiera)      | P     | Sage Stephens      |
| 18 | Nuova Zelanda (bandiera)  | C     | Andre de Jong      |
| 20 | Sudafrica (bandiera)      | A     | Sanele Barns       |

| N. |                           | Ruolo | Calciatore           |
| -- | ------------------------- | ----- | -------------------- |
| 21 | Sudafrica (bandiera)      | D     | Fawaaz Basadien      |
| 22 | Sudafrica (bandiera)      | D     | Tylon Smith          |
| 23 | Sudafrica (bandiera)      | C     | Jayden Adams         |
| 24 | Sudafrica (bandiera)      | D     | Thabo Moloisane      |
| 26 | Sudafrica (bandiera)      | D     | Athenkosi Mcaba      |
| 28 | Sudafrica (bandiera)      | C     | Genino Palace        |
| 30 | Sudafrica (bandiera)      | P     | Oscarine Masuluke    |
| 32 | Sudafrica (bandiera)      | P     | Dejean Ah Shene      |
| 33 | Sudafrica (bandiera)      | D     | Liam de Kock         |
| 34 | Sudafrica (bandiera)      | A     | Devin Titus          |
| 35 | Sudafrica (bandiera)      | P     | Lee Langeveldt       |
| 40 | Sudafrica (bandiera)      | D     | Shaakir Ahmed        |
| 45 | Costa d'Avorio (bandiera) | D     | Ismaël Olivier Touré |
| 55 | Sudafrica (bandiera)      | D     | Vuyolwethu Andrieas  |

## Risultati

### Premier Division
| 18 settembre 2024, ore ? CEST 1º giornata | Stellenbosch | 0 – 2 | Golden Arrows |  |

| 25 settembre 2024, ore ? CEST 2º giornata | Stellenbosch | 3 – 0 | Cape Town City |  |

| 29 settembre 2024, ore ? CEST 3º giornata | Polokwane City | 1 – 1 | Stellenbosch |  |

### MTN 8
| 28 agosto 2024, ore ? CEST Semifinali andata | M. Sundowns | 0 – 1 | Stellenbosch |  |

| 1 settembre 2024, ore ? CEST Semifinali ritorno | Stellenbosch | 1 – 0 | M. Sundowns |  |

| 5 ottobre 2024, ore ? CEST Finale | Orlando Pirates | 3 – 1 | Stellenbosch |  |

### Coppa di Lega sudafricana
| 18 ottobre 2024, ore 19:00 CEST Primo turno | AmaZulu | 1 – 2 | Stellenbosch |  |

### CAF Confederation CUP
| 17 agosto 2024, ore ? CEST Primo Turno (Andata) | Nsingizini Hotspurs | 0 – 3 | Stellenbosch |  |

| 24 agosto 2024, ore ? CEST Primo Turno (Ritorno) | Stellenbosch | 5 – 0 | Nsingizini Hotspurs |  |

| 13 settembre 2024, ore ? CEST Secondo Turno (Andata) | Stellenbosch | 2 – 0 | Vita Club |  |

| 13 settembre 2024, ore ? CEST Secondo Turno (Ritorno) | Vita Club | 1 – 1 | Stellenbosch |  |

## Statistiche
Aggiornate al 3 agosto 2024 

### Statistiche di squadra
| Competizione        | Punti | In casa | In casa | In casa | In casa | In casa | In casa | In trasferta | In trasferta | In trasferta | In trasferta | In trasferta | In trasferta | Totale | Totale | Totale | Totale | Totale | Totale | DR |
| Competizione        | Punti | G       | V       | N       | P       | Gf      | Gs      | G            | V            | N            | P            | Gf           | Gs           | G      | V      | N      | P      | Gf     | Gs     | DR |
| ------------------- | ----- | ------- | ------- | ------- | ------- | ------- | ------- | ------------ | ------------ | ------------ | ------------ | ------------ | ------------ | ------ | ------ | ------ | ------ | ------ | ------ | -- |
| Premier Division    | 0     | 0       | 0       | 0       | 0       | 0       | 0       | 0            | 0            | 0            | 0            | 0            | 0            | 0      | 0      | 0      | 0      | 0      | 0      | 0  |
| Coppa del Sudafrica | -     | 0       | 0       | 0       | 0       | 0       | 0       | 0            | 0            | 0            | 0            | 0            | 0            | 0      | 0      | 0      | 0      | 0      | 0      | 0  |
| Totale              | -     | 0       | 0       | 0       | 0       | 0       | 0       | 0            | 0            | 0            | 0            | 0            | 0            | 0      | 0      | 0      | 0      | 0      | 0      | 0  |

### Andamento in campionato
| Giornata  | 1 | 2 | 3 | 4 | 5 | 6 | 7 | 8 | 9 | 10 | 11 | 12 | 13 | 14 | 15 | 16 | 17 | 18 | 19 | 20 | 21 | 22 | 23 | 24 | 25 | 26 | 27 | 28 | 29 | 30 | 31 | 32 | 33 | 34 | 35 | 36 | 37 | 38 |
| --------- | - | - | - | - | - | - | - | - | - | -- | -- | -- | -- | -- | -- | -- | -- | -- | -- | -- | -- | -- | -- | -- | -- | -- | -- | -- | -- | -- | -- | -- | -- | -- | -- | -- | -- | -- |
| Luogo     | T | T | C | T | T | C |   |   |   |    |    |    |    |    |    |    |    |    |    |    |    |    |    |    |    |    |    |    |    |    |    |    |    |    |    |    |    |    |
| Risultato | P | R | V | N |   |   |   |   |   |    |    |    |    |    |    |    |    |    |    |    |    |    |    |    |    |    |    |    |    |    |    |    |    |    |    |    |    |    |
| Posizione |   |   |   |   |   |   |   |   |   |    |    |    |    |    |    |    |    |    |    |    |    |    |    |    |    |    |    |    |    |    |    |    |    |    |    |    |    |    |

Legenda:

Luogo: C = Casa; T = Trasferta. Risultato: V = Vittoria; N = Pareggio; P = Sconfitta.